# 派恩維尤 (北卡羅萊納州)
派恩維尤（英語：Pineview）是位於美國北卡羅萊納州哈尼特縣的非建制地區。

## 歷史
派恩維尤的郵局於1906年設立，其後於1942年停運。

## 地理
派恩維尤所處的海拔為高於海平面98米（即322英呎），而該地所採用的時區為UTC-5，即北美东部时区（EST）。同時該地設有夏令時間，為UTC-5調快一小時，即UTC-4（EDT）。